# Ankasandra, Chiknayakanhalli
Ankasandra là một làng thuộc tehsil Chiknayakanhalli, huyện Tumkur, bang Karnataka, Ấn Độ.